# Parcani (Transnistrien)
Parcani (russisch Парканы Parkany; bulgarisch Паркани Parkani; ukrainisch Паркани Parkany) ist eine Gemeinde in Transnistrien mit etwa 10.500 Einwohnern. Parcani ist zu etwa 65 % von ethnischen Bulgaren bewohnt. Einigen Angaben zufolge ist es damit die größte mehrheitlich von Bulgaren bewohnte Siedlung außerhalb Bulgariens.

## Lage
Parcani liegt im Rajon Slobodseja, auf der östlichen Seite des Flusses Dnjestr. Die Gemeinde liegt nur 1,5 Kilometer östlich von Bender und 2,5 Kilometer vom Stadtgebiet von Tiraspol entfernt. Eine Oberleitungsbuslinie verbindet die Siedlung mit den beiden Nachbarstädten. Parcani ist Teil der Agglomeration Tiraspol-Bendery, die insgesamt etwa 350.000 Einwohner umfasst.
Es handelt sich um ein großes ländlich geprägtes Dorf, welches in Nord-Süd-Richtung verläuft und in Ost-West-Richtung von der Straße von Tiraspol nach Bender durchzogen wird. Dort befindet sich der Großteil der Geschäfte sowie eine Schuhfabrik der deutsch-transnistrischen Firma Terri-Pa, welche Spezialschuhe für den europäischen Markt herstellt.

## Geschichte
Erstmals erwähnt wurde der Ort 1770. 1812 wurde Parcani Teil des russischen Zarenreiches. Seit Anfang des 19. Jahrhunderts ließen sich immer mehr bulgarische Siedler in der Ortschaft nieder. Während der sowjetischen Zeit gehörte der Ort zur Moldauischen Sowjetrepublik. Seit 1992 gehört Parcani zur de facto unabhängigen Republik Transnistrien. Seit 2008 steht in der Stadt ein Denkmal für den bulgarischen Nationalhelden Wassil Lewski.

## Bevölkerung
Die Besonderheit von Parcani ist die große bulgarische Bevölkerungsgruppe, die nach der Volkszählung von 2004 auch die Mehrheit der Gesamtbevölkerung Parcanis stellt. Ansonsten ist das Dorf ethnisch sehr vielfältig mit größeren russischen, ukrainischen und moldauischen Minderheiten.
| Bulgaren | Russen  | Ukrainer | Moldauer | Gagausen | Belarussen | Deutsche | Juden  | Andere | Summe  |
| -------- | ------- | -------- | -------- | -------- | ---------- | -------- | ------ | ------ | ------ |
| 6.648    | 1.668   | 1.180    | 824      | 61       | 50         | 16       | 3      | 93     | 10.543 |
| 63,06 %  | 15,82 % | 11,19 %  | 7,82 %   | 0,58 %   | 0,47 %     | 0,15 %   | 0,03 % | 0,88 % | 100 %  |

## Bilder

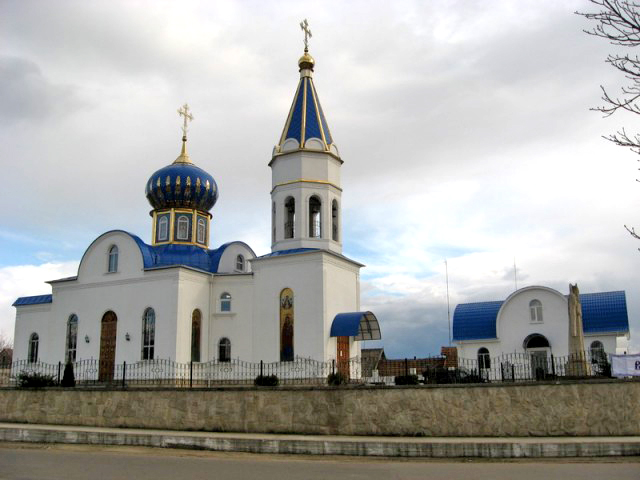
Kirche in Parcani
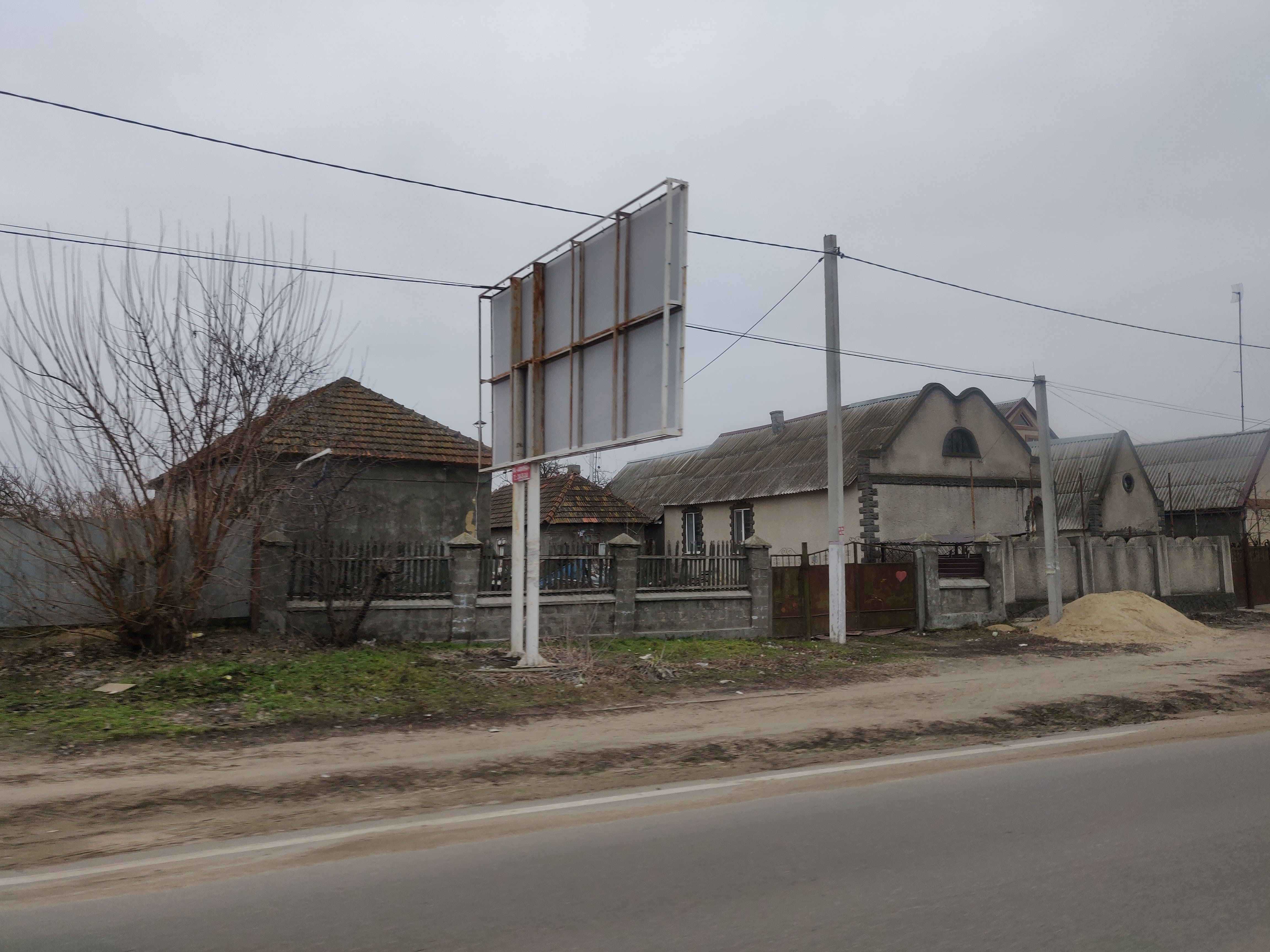
Dorfansicht von der Hauptstraße 2019
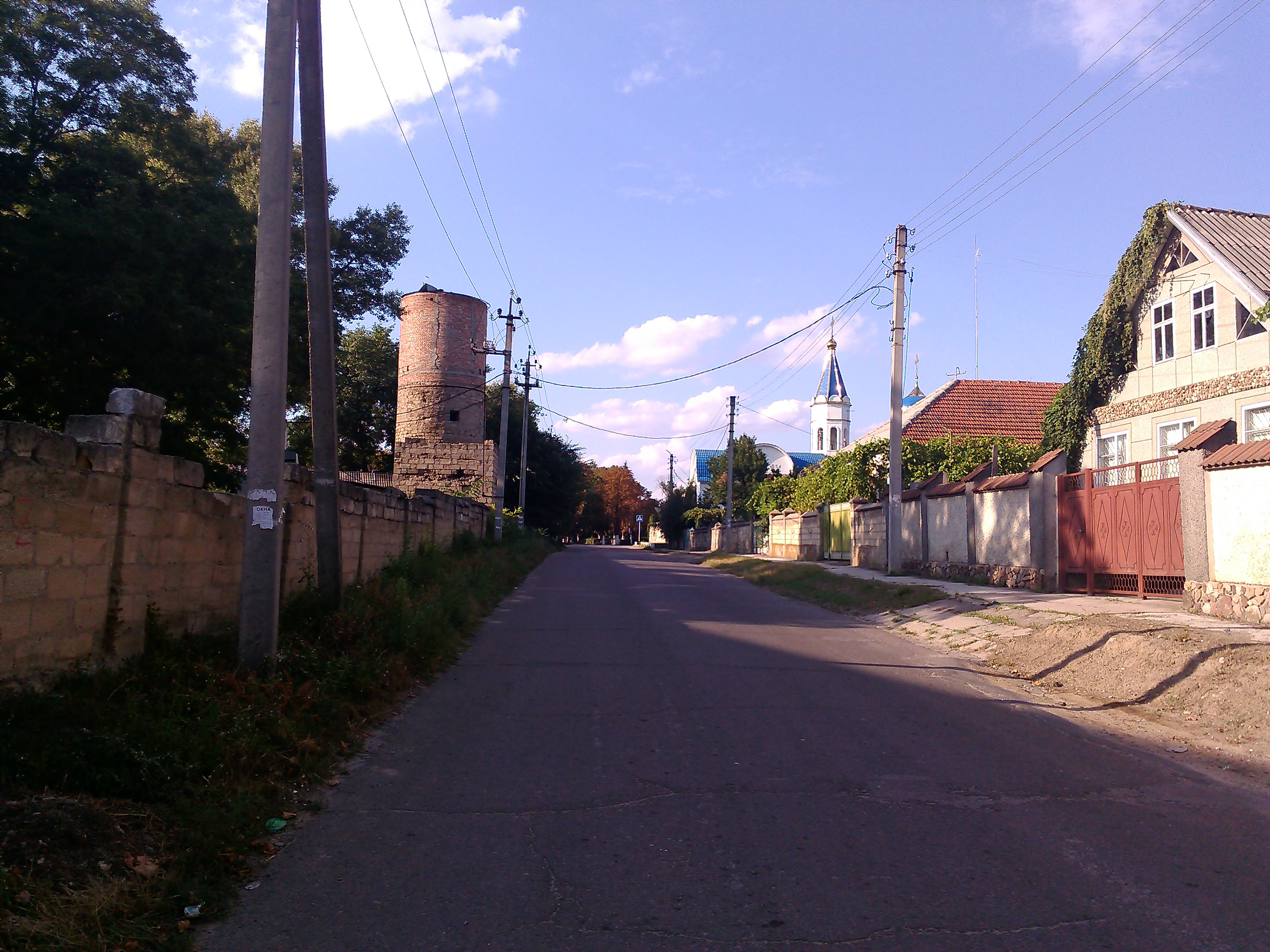
Dorfmitte von Parcani 2014
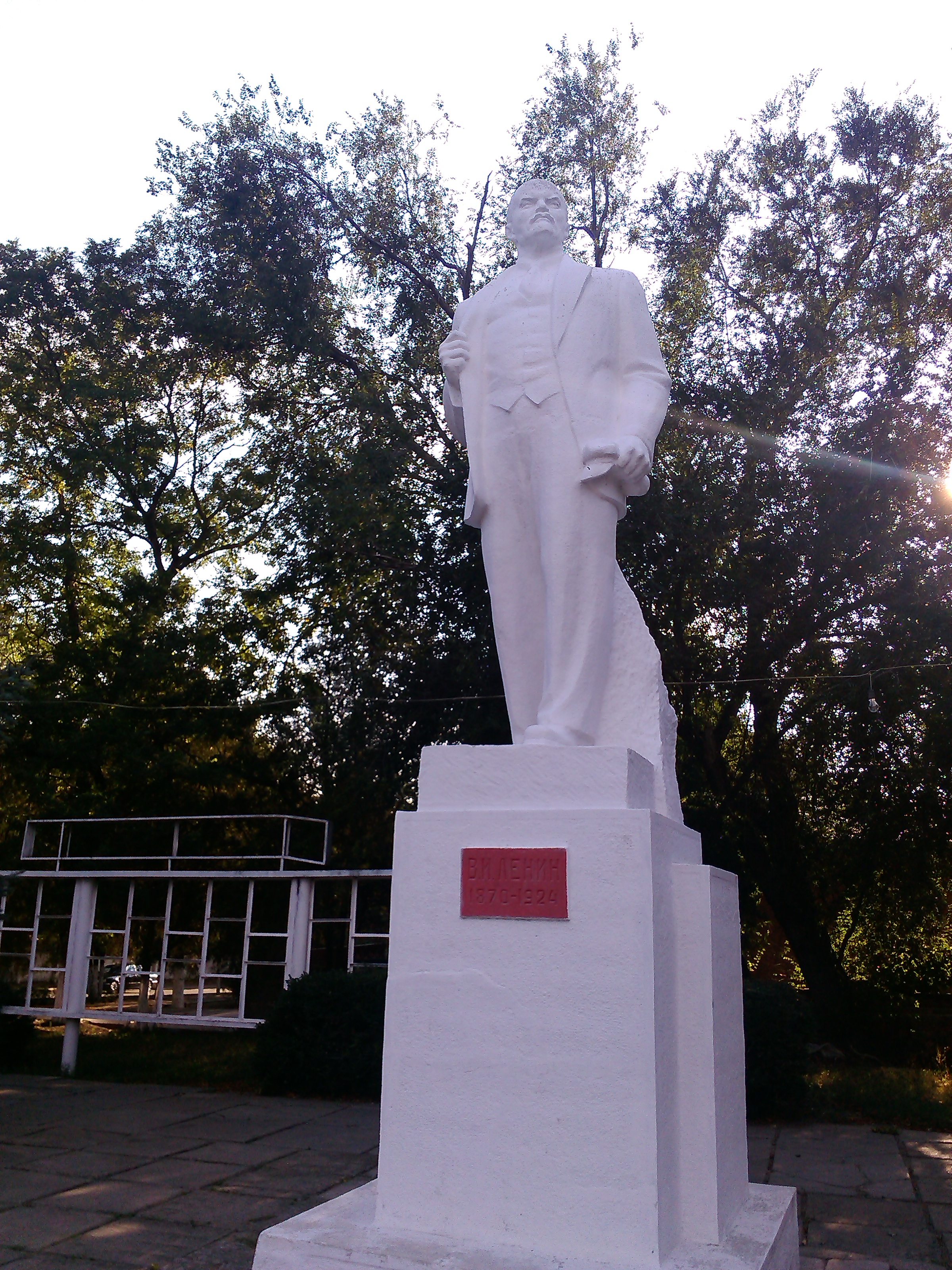
Leninstatue in Parcani